# 杜威
杜 威（と い、ピン音:Du Wei, 1982年2月9日 - ）、中華人民共和国・河南省洛陽市出身の元サッカー選手。現役時代のポジションはディフェンダー。

## 来歴

### クラブ
2000年、上海申花の前身である上海有綫02のセンターバックまた守備的ミッドフィールダーとしてサッカーを始めた。すぐにチーム内でレギュラーの座を獲得し、上海申花の2シーズン目には甲級A組でリーグタイトルを獲得する。
上海申花では目覚ましい活躍を見せたため、スコットランドのセルティックが関心を寄せ、代理のRAMPマネージメント・グループを通じて、2005年8月から半年間の期限付きで移籍。ベンチ入りはしたものの、出場機会に恵まれず、初めて出場した2006年1月の対クライドFC戦ではプレーに精彩を欠き、45分間の出場でアダム・ヴァーゴと交代する。このゲームは2-1でクライドFCが勝利した。同月、出場した試合で活躍を見せられなかったことも影響し、セルティックとの契約期間満了に伴い、上海申花に復帰した。レギュラーの座でプレーしながら、2008年には同チームのキャプテンになる。
2010年、上海申花と同じ背番号5番で杭州緑城に移籍し、キャプテンに選任された。この年、チームは最後に超級4位まで上昇し、初のAFCチャンピオンズリーグ出場を果たした。2011年のシーズン終了後、杭州緑城から他のクラブへ移籍する予定であったが、2012年から指揮を執る契約を結んだ岡田武史がそれを阻止した。2010年東アジア選手権の対日本代表戦で中国代表として見せたプレーや、2011年AFCチャンピオンズリーグの対名古屋グランパス戦で杭州緑城のメンバーとして見せたプレーを、岡田が評価したことがその理由であった。2012年7月、シーズン中盤の移籍市場で山東魯能に移籍した。
2015年、河北華夏幸福に移籍。キャプテンとして１部昇格に貢献した。
2017年夏、貴州智誠恒豊にレンタル移籍。チームの初昇格での残留に貢献した。
2020年限りで現役を引退した。

### 代表
中国のユース代表ではキャプテンを務めた他、2002年のFIFAワールドカップのメンバーに20歳の若さで選出され、2試合に出場するなど、代表としても存在感を見せる。また、アテネオリンピックの予選などでも活躍した。高洪波代表監督時代には代表キャプテンも務めた。

## エピソード
- セルティック移籍直後は移籍時期が重なっていた中村俊輔と写真などが入れ替わって掲載されることが良くあった（なお中村はスペイン移籍時には同じセルティックの水野晃樹と2007年のアジアカップでは松井大輔と写真を間違われている。）。
- ワールドカップ南アフリカ大会直前に行われた2010年東アジア選手権で、日本代表が中国代表と試合をして0-0で引き分けたが、中国側のミスに助けられた負ける一歩手前の試合をしたため、日本国内では岡田解任論が巻き起こった。杜威は当時の日本代表について、中国のマスコミの取材に対し、「ワールドカップ6カ月前のメンバー調整期間だったし、海外組の主力選手も試合に参加していなかった。ワールドカップにおける日本代表のプレーは全世界を驚かせたし、日本サッカーのレベルの高さは十分認識されるべきで、我々はそれを学んで成長していかなければならない」と語り、中国代表とのレベルの差を説明した[3]。
- 山東魯能への電撃移籍が決定した後のインタビューで、岡田武史について「岡田先生は大変人格的魅力がある監督で、学べることは非常に貴重な機会だ」と語り、移籍はあくまでもクラブ間のビジネスであって、杭州でサッカーをすることにも魅力を感じていることを強調した[4]。

## 代表歴

### 出場大会
- 中国代表
  - 2002 FIFAワールドカップ

### 試合数
- 国際Aマッチ 72試合 4得点（2001年-2016年）[5]

| 中国代表 | 国際Aマッチ | 国際Aマッチ |
| 年       | 出場        | 得点        |
| -------- | ----------- | ----------- |
| 2001     | 3           | 0           |
| 2002     | 7           | 0           |
| 2003     | 0           | 0           |
| 2004     | 1           | 0           |
| 2005     | 5           | 0           |
| 2006     | 3           | 1           |
| 2007     | 6           | 0           |
| 2008     | 4           | 0           |
| 2009     | 15          | 2           |
| 2010     | 12          | 1           |
| 2011     | 11          | 0           |
| 2012     | 0           | 0           |
| 2013     | 4           | 0           |
| 2014     | 0           | 0           |
| 2015     | 0           | 0           |
| 2016     | 1           | 0           |
| 通算     | 72          | 4           |

## タイトル

### クラブ
上海申花足球倶楽部
- 中国サッカー・スーパーカップ：1回 (2002)
- A3チャンピオンズカップ：1回 (2007)

山東魯能泰山足球倶楽部
- 中国FAカップ：1回 (2014)

### 代表
中国代表
- 東アジアカップ：1回 (2010)

### 個人
- アジア年間最優秀ユース選手賞：1回 (2001)
- 東アジアサッカー選手権最優秀選手賞：1回 (2010)